# Guetta Blaster
Guetta Blaster is het tweede album van de Franse dj David Guetta. Het werd uitgebracht door Virgin Records op 13 september 2004.

## Tracklist
1. Money (radio edit) (met Chris Willis & Moné) - 3:06
2. Stay (met Chris Willis) - 3:30
3. The World Is Mine (met JD Davis) - 3:38
4. Used To Be The One (met Chris Willis) - 4:06
5. Time (met Chris Willis) - 4:07
6. Open Your Eyes (met Stereo MC's) - 4:15
7. ACDC - 4:01
8. In Love With Myself (met JD Davis) - 4:26
9. Higher (met Chris Willis) - 3:43
10. Movement Girl (met James Perry) - 4:01
11. Get Up (met Chris Willis) - 3:03
12. Last Train (met Miss Thing) - 3:07

### Bonus
Als bonustracks staan op de limited edition van het album:
1. Old School Acid (met James Perry) - 3:18
2. Stay (remix) (met Chris Willis) - 3:27

Op de cd/dvd-editie van het album staan als bonustracks en video-toevoegingen:
1. Stay (Fuzy Hair RMX edit) (met Chris Willis) - 4:45
2. The World is Mine (Deep Dish RMX edit) (met JD Davis) - 4:07
3. Old School Acid (met James Perry) - 3:18

- DJ Mix
- Interview
- Videomix
- Videoclip Stay
- Videoclip Money